# 81 ق هـ
81 ق هـ هي السنة الحادية والثمانون السابقة للهجرة النبوية، وهي توافق ما بين سنتي 542 و543 حسب التقويم الميلادي، أي أنها بدأت في سنة 542م وانتهت في سنة 543م.